# Canton de Saint-Denis-6
Le canton de Saint-Denis-6 est une ancienne division administrative du département d'outre-mer français de La Réunion. Il était constitué d'une fraction de la commune de Saint-Denis.

## Administration
| Période | Période          | Identité           | Étiquette    | Qualité                                                                                     |
| ------- | ---------------- | ------------------ | ------------ | ------------------------------------------------------------------------------------------- |
| 1988    | 1994             | Gabrielle Fontaine | UDF-PR       | Enseignante Adjointe au maire de Saint-Denis (1983-1989) Conseillère municipale (1989-1994) |
| 1994    | 1997 (démission) | Michel Tamaya      | PS           | Enseignant Député (1997-2002) Maire de Saint-Denis (1995-2001)                              |
| 1997    | 2001             | Dominique Rivière  | PS           | Avocat Ancien conseiller de Michel Rocard Adjoint au maire de Saint-Denis                   |
| 2001    | 2015             | Serge Hoarau       | RPR puis UMP | Conseiller municipal de Saint-Denis                                                         |